# Chuck Noble
Charles E. Noble (ur. 24 lipca 1931 w Akron, zm. 7 marca 2011) – amerykański koszykarz, występujący na pozycji obrońcy, uczestnik meczu gwiazd NBA.

## Osiągnięcia
NBA
- Finalista NBA (1956)[1]
- Uczestnik meczu gwiazd NBA (1960)[2]
- Lider play-off w skuteczności rzutów wolnych (1956 - wspólnie z Billem Sharmanem i Dickiem Garmakerem)[3]